# Patriomànids
Els patriomànids (Patriomanidae) són una família extinta de pangolins prehistòrics que visqueren durant l'Eocè a Nord-amèrica i Àsia. Inclou els gèneres Cryptomanis i Patriomanis. Alguns científics també hi inclouen Necromanis, habitualment classificat com a manoïdeu incertae sedis, cosa que estendria el registre fòssil dels patriomànids fins al Miocè mitjà.